# Ralf Pönitzsch

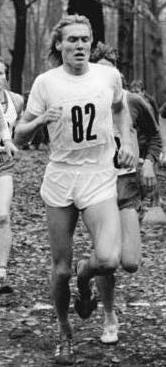
Ralf Pönitzsch gewinnt den Willi-Sänger-Gedächtnislauf 1978

Ralf Pönitzsch (* 20. Oktober 1957 in Karl-Marx-Stadt) ist ein ehemaliger deutscher Leichtathlet, der – für die Deutsche Demokratische Republik (DDR) startend – 1980 an den Olympischen Spielen teilnahm.
Pönitzsch gewann bereits 1976 mit 18 Jahren bei den DDR-Meisterschaften im 3000-Meter-Hindernislauf. Seine Zeit von 8:31,2 min bedeutete Juniorenweltrekord, zwei Wochen später verbesserte er seinen Rekord in Warschau auf 8:29,50 min. 1977 konnte er seinen Meistertitel erfolgreich verteidigen. Nachdem Pönitzsch 1978 nicht bei den DDR-Meisterschaften angetreten war, gewann er 1979 gleich zwei Meistertitel: neben der Hindernisstrecke war er auch im 5000-Meter-Lauf siegreich. 1980 wurde Pönitzsch in der Halle über 3000 Meter Vizemeister hinter Hansjörg Kunze, gewann aber kurz darauf den Meistertitel im Crosslauf. Bei den Olympischen Spielen in Moskau schied er im Vorlauf aus. 1981 gewann Pönitzsch auf der Hindernisstrecke seinen letzten Meistertitel.
Ralf Pönitzsch startete für den SC Karl-Marx-Stadt, bei einer Körpergröße von 1,86 m betrug sein Wettkampfgewicht 73 kg.

## Bestleistungen
- 1500-Meter-Lauf: 3:38,72 min (1980)
- 3000-Meter-Lauf: 7:54,4 min (1977)
- 5000-Meter-Lauf: 13:26,88 min (1979)
- 3000-Meter-Hindernislauf: 8:23,14 min (1981)